# رولاند بينينغتون
رولاند بينينغتون (بالإنجليزية: Rowland Pennington)‏ (1870 في المملكة المتحدة - 1929) هو لاعب كرة قدم بريطاني (وحمل سابقاً جنسية المملكة المتحدة لبريطانيا العظمى وأيرلندا) في مركز حراسة المرمى. لعب مع بلاكبيرن روفرز ونورثويتش فيكتوريا.